# 柳澤田実
柳澤 田実（やなぎさわ たみ、1973年 – ）は、日本の哲学者（宗教学・キリスト教思想）。学位は博士（学術）（東京大学・2006年）。関西学院大学神学部准教授。

## 経歴
1973年生まれ。1996年、慶應義塾大学の文学部哲学科を卒業。
東京大学大学院に進み、総合文化研究科超域文化科学専攻にて比較文化を学び、1999年に修士号を取得し、2006年には博士号を取得した。
大学院を修了後、南山大学人文学部キリスト教学科講師、准教授、2013年関西学院大学神学部准教授。

## 研究
専門分野は宗教学であり、キリスト教思想を中心に研究している。具体的には、福音書や教父哲学などの各種文献について、生態心理学の技法を応用した解釈を行っており、これにより「従来の伝統的解釈においては軽視されてきた、イエスの実践における行為や環境との関わりを明らかにする」としている。

## 略歴
- 1996年 - 慶應義塾大学文学部哲学科卒業。
- 1999年 - 東京大学大学院総合文化研究科修士課程修了。
- 2004年 - 東京大学大学院総合文化研究科博士課程単位取得満期退学、日本学術振興会特別研究員
- 2006年 - 東京大学大学院総合文化研究科より博士（学術）取得。
- 2005年 - 清泉女子大学文学部専任講師
- 2006年 - 南山大学人文学部キリスト教学科専任講師
- 2009年 - 准教授
- 2013年　関西学院大学神学部准教授

## 家族
父の柳澤伯夫は元政治家であり、国土庁長官、金融再生担当大臣、金融再生委員会委員長、金融担当大臣、厚生労働大臣などを歴任した。母の柳澤紀子は版画家であり、武蔵野美術大学造形学部教授を務めている。姉の柳澤花芽は、野村総合研究所代表取締役社長。

## 著作

### 編纂
- 天内大樹ほか著、柳澤田実編『ディスポジション――配置としての世界――哲学、倫理、生態心理学からアート、建築まで、領域横断的に世界を捉える方法の創出に向けて』現代企画室、2008年。ISBN 9784773808063

## 関連人物
- ニュッサのグレゴリオス